# سباح (الملاجم)

تعديل مصدري - تعديل

سباح هي إحدى قرى عزلة الرشدة بمديرية الملاجم التابعة لمحافظة البيضاء، بلغ تعداد سكانها 43 نسمة حسب تعداد اليمن لعام 2004.